# Nakazawa Yuta
Yuta Nakazawa (sinh ngày 7 tháng 1 năm 1972) là một cầu thủ bóng đá người Nhật Bản.

## Sự nghiệp câu lạc bộ
Yuta Nakazawa đã từng chơi cho Urawa Reds.